# Guard (American football)

De positie van de guards

Een guard is een speler in het American en Canadian football. Hij behoort tot het aanvallende team en per aanvalspoging worden twee guards opgesteld.
Het is de taak van de guard de quarterback te beschermen tegen de opkomende defensive line en linebackers. Daarnaast moeten zij ruimte in de voorste linie van de verdediging creëren, zodat running backs erdoorheen kunnen. Guards mogen geen bal ontvangen uit een pass van een medespeler. Wel mogen zij een bal pakken wanneer de bal eerst een tegenstander heeft geraakt of bij een fumble: wanneer een medespeler de bal laat vallen.
Aanval: Quarterback · Wide receiver · Tight end · Center · Guard · Offensive tackle · Running back · Fullback · H-back

Verdediging: Defensive tackle · Defensive end · Nose tackle · Linebacker · Defensive back

Speciale teams: Placekicker · Punter · Long snapper · Holder · Punt returner · Kick returner · Gunner